# Liga de Béisbol Profesional China
Liga de Béisbol Profesional China (LBPC) (en chino tradicional 中華職業棒球大聯盟, en inglés Chinese Professional Baseball League CPBL) es la liga de béisbol profesional de mayor nivel de Taiwán, está compuesta por cinco equipos. 
La liga fue establecida el 23 de octubre de 1989 por Hung Teng-sheng, conocido en la actualidad como el "padre de la LBPC", luego de unos meses el 17 de marzo de 1990 se realiza el primer partido oficial, el encuentro fue disputado entre los Leones Uni-President y los Elefantes Brother en el Estadio Municipal de Béisbol de Taipéi. Para 2003 la Liga de Béisbol Profesional China absorbe las Liga Mayor de Taiwán.
El campeón taiwanés del Serie de Taiwán se enfrenta en la Copa Konami ante los campeones de la Serie Coreana campeonato de la Organización Coreana de Béisbol y la Serie de Japón campeonato de la Liga Japonesa de Béisbol Profesional además del equipo chino China Stars en representación de la Liga de Béisbol China.

## Equipos actuales
- Hermanos CTBC, con base en Taichung
- Leones Uni-President, con base en Tainan
- Monos Rakuten, con base en Taoyuan
- Guardianes de Fubon, con base en Nueva Taipéi
- Dragón Wei Chuan, con base en Hsinchu

## Palmarés
| Temporada | Equipo Campeón       |
| 1990      | Dragones Wei Chuan   |
| 1991      | Leones Uni-President |
| 1992      | Elefantes Brother    |
| 1993      | Elefantes Brother    |
| 1994      | Elefantes Brother    |
| 1995      | Leones Uni-President |
| 1996      | Leones Uni-President |
| 1997      | Dragones Wei Chuan   |
| 1998      | Dragones Wei Chuan   |
| 1999      | Dragones Wei Chuan   |
| 2000      | Leones Uni-President |
| 2001      | Elefantes Brother    |
| 2002      | Elefantes Brother    |
| 2003      | Elefantes Brother    |
| 2004      | Toros Sinon          |
| 2005      | Toros Sinon          |
| 2006      | Osos La New          |
| 2007      | Leones Uni-President |
| 2008      | Leones Uni-President |
| 2009      | Leones Uni-President |
| 2010      | Elefantes Brother    |
| 2011      | Leones Uni-President |
| 2012      | Lamigo Monkeys       |
| 2013      | Leones Uni-President |
| 2014      | Lamigo Monkeys       |
| 2015      | Lamigo Monkeys       |
| 2016      | Guardianes de Fubon  |
| 2017      | Lamigo Monkeys       |
| 2018      | Lamigo Monkeys       |
| 2019      | Lamigo Monkeys       |
| 2020      | Leones Uni-President |